# Бандхавгарх (національний парк)
23°41′58″ пн. ш. 80°57′43″ сх. д. / 23.69944444° пн. ш. 80.96194444° сх. д.
Бандхавгарх (англ. Bandhavgarh National Park, гінді बांधवगढ राष्ट्रीय उद्दान) — національний парк в Індії. Розташований на сході штату Мадг'я-Прадеш, в окрузі Умарія. Територія парку — горбиста, є безліч печер, загальна площа становить 437 км².
Створений в 1968 році, спочатку парк займав лише 105 км², але був збільшений в 1982 році. У 1993 він був зарахований до тигрових заповідників. Свою назву парк отримав від фортеці Бандхавгарх, розташованої неподалік.
Цей парк багатий на біорізноманіття. У парку проживає велика популяція леопардів, а також різні види оленів.
| {{{alt}}} | Це незавершена стаття про природоохоронну територію або на дотичну тему. Ви можете допомогти проєкту, виправивши або дописавши її. |